# QUARTETTO
《QUARTETTO》(콰르테토)는 NEWS의 7번째 정규 음반이다.

## 개요
전작 《White》로부터 약 1년 1개월 만의 음반이다.

## 수록곡

### 초회반
CD
1. Theme of “QUARTETTO”
작곡·편곡: 나카니시 료스케
2. QUARTETTO
작사·작곡·편곡: TAKA3
3. ANTHEM
작사·작곡: TAKA3 / 편곡: TAKA3, 나카니시 료스케
4. シリウス / 시리우스
작사·작곡: TAKA3, no_my (CWF), m.u.g (CWF), Sofybank (CWF) / 편곡: TAKA3, no_my (CWF)
5. Touch
작사·작곡·편곡: TAKA3
6. NEWSKOOL
작사·작곡: Ryohei Yamamoto / 편곡: 스즈키 마사야
7. 四銃士 / 사총사
작사: Satomi / 작곡: S 라흐마니노프, 니시모토 토모미 / 편곡: 니시모토 토모미, 쿠라우치 타츠야 / 지휘: 니시모토 토모미 / 연주: IlluminArt 필하모니 오케스트라
8. Wonder
작사: AKIRA / 작곡: take4, AKIRA / 편곡: 나카니시 료스케
9. ライフ / 라이프
작사·작곡: 타케우치 카츠히코 / 편곡: 카메다 세이지
10. チュムチュム / 츄무츄무
작사: MOZZA / 작곡: TAKA3 / 편곡: CHOKKAKU
11. Departure
작사·작곡·편곡: TAKA3
12. ヒカリノシズク / 빛의 물방울
작사·작곡·편곡: take4

DVD
1. Theme of “QUARTETTO” Making & Music Video

### 통상반
CD
1. Theme of “QUARTETTO”
2. QUARTETTO
3. ANTHEM
4. シリウス / 시리우스
5. Touch
6. NEWSKOOL
7. 四銃士 / 사총사
8. Wonder
9. ライフ / 라이프
10. チュムチュム / 츄무츄무
11. Departure
12. ヒカリノシズク / 빛의 물방울
13. LIS'N [Vocal:마스다 타카히사]
작사·작곡: Ryohei Yamamoto / 편곡: TRAKSTA
14. 愛のエレジー / 사랑의 엘레지 [Vocal:코야마 케이치로]
작사: zopp / 작곡: BANSE1. / 편곡: 타카하시 료
15. 星の王子さま / 어린 왕자 [Vocal:카토 시게아키]
작사·작곡: 카토 시게아키 / 편곡: 나카니시 료스케
16. Encore [Vocal:테고시 유야]
작사: KE1 / 작곡: TAKA3, SHIROSE from WHITE JAM / 편곡: TAKA3, 치바 준지